# Władysław Kozakiewicz

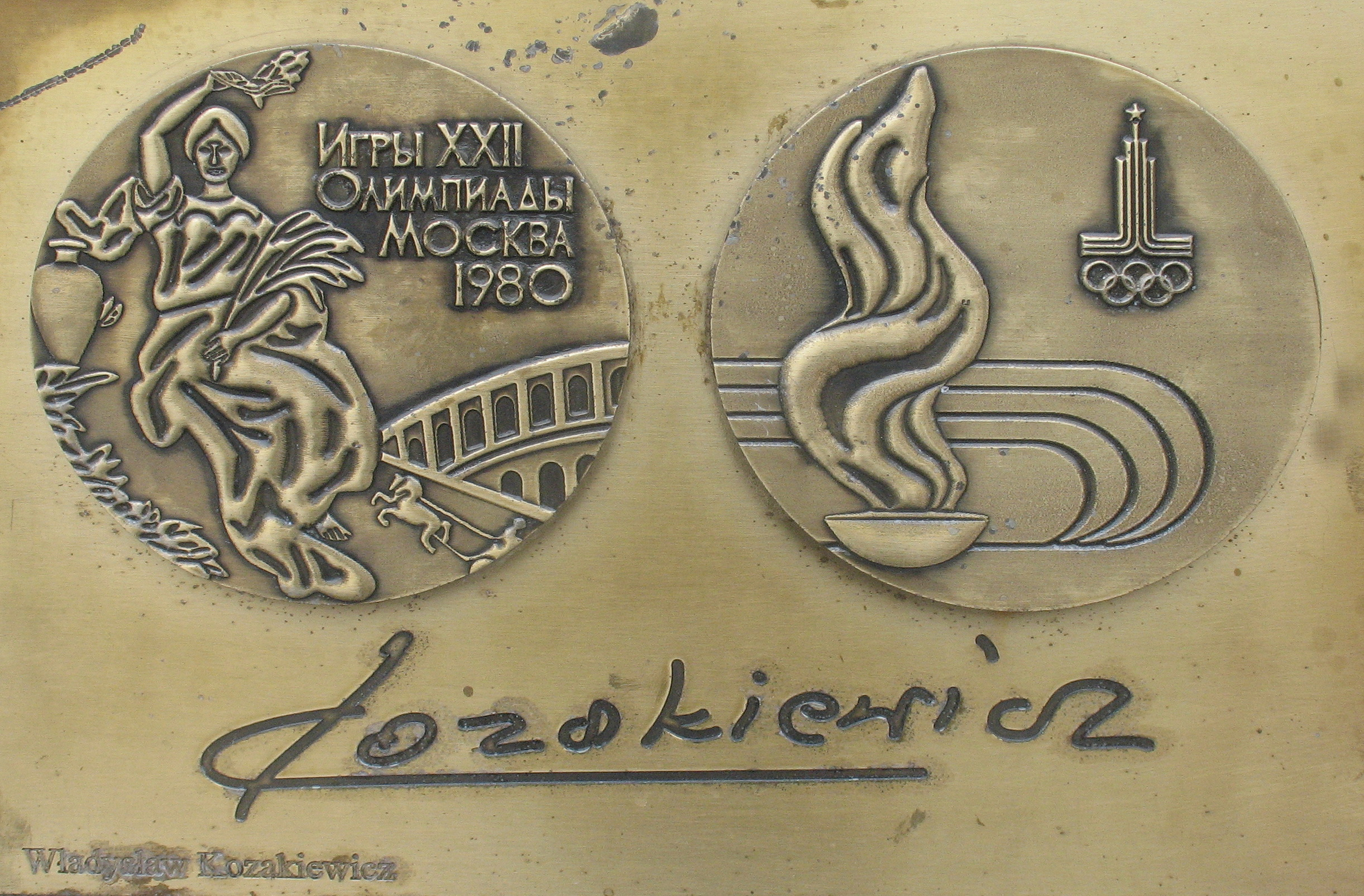
Kopia medalu i autografu W. Kozakiewicza w Alei Gwiazd Sportu w Dziwnowie

Władysław Kozakiewicz (ur. 8 grudnia 1953 w Solecznikach Małych) – polsko-niemiecki lekkoatleta – tyczkarz i wieloboista, a także polityk. Złoty medalista olimpijski w skoku o tyczce z Moskwy z roku 1980.
Autor słynnego gestu Kozakiewicza pokazanego radzieckiej publiczności podczas zwycięskiego skoku na Letnich Igrzyskach Olimpijskich w Moskwie w 1980 roku, który stał się powszechnie rozpoznawanym symbolem sprzeciwu wobec radzieckiego imperializmu w czasach PRL.

## Życiorys

### Dzieciństwo i młodość
Pochodzi z rodziny litewskich Polaków z Soleczników Małych pod Solecznikami, gdzie się urodził i spędził wczesne lata życia jako najmłodszy z trójki rodzeństwa, w rolniczej rodzinie Franciszki i Stanisława. W wywiadach Kozakiewicz często uskarżał się na panującą w domu przemoc, jakiej wobec jego, rodzeństwa i matki przez całe dzieciństwo i młodość dopuszczał się skłonny do alkoholizmu i agresji ojciec. Niechęć do ZSRR, w której kontekście osadzono jego późniejszy słynny gest Kozakiewicza, pojawiła się już we wczesnym dzieciństwie, którą podsyciło dokwaterowanie do jego rodzinnego domu w Solecznikach Małych żołnierzy radzieckich, z którymi razem mieszkał on i jego rodzina.
W 1957, gdy Władysław Kozakiewicz miał 4 lata, jego rodzina opuściła ziemie litewskie wchodzące w skład ówczesnego Związku Radzieckiego i osiedliła się w ramach repatriacji w Polsce, w Gdyni. Tam stawiał on pierwsze kroki w sporcie. Pasję do lekkoatletyki zaszczepił mu jego starszy brat, Edward, który również obrał ścieżkę kariery jako profesjonalny lekkoatleta.

### Kariera sportowa
Absolwent Technikum Gastronomicznego, następnie poznańskiej Akademii Wychowania Fizycznego. Na swoich pierwszych igrzyskach w 1976 r. w Montrealu, skacząc z kontuzją stopy, zajął w konkursie 11. miejsce. 30 lipca 1980 zdobył tytuł mistrza olimpijskiego w skoku o tyczce w Moskwie z wynikiem 5,78 m – jednocześnie ustanawiając nowy rekord świata. Pamiętany z powodu gestu, który dwukrotnie wykonał w stronę gwiżdżących kibiców rosyjskich (tzw. gest Kozakiewicza). W 1980 dwukrotnie ustanawiał rekordy świata: wynikami: 5,72 i 5,78 m. W tym też roku wygrał Plebiscyt „Przeglądu Sportowego”, zostając najlepszym sportowcem roku w Polsce. Inne osiągnięcia to: Halowe Mistrzostwo Europy (1977, 1979), wicemistrzostwo Europy na otwartym stadionie (1974) i dwa brązowe medale w hali (1975, 1982). W czasie swojej kariery 8-krotnie poprawiał rekord Polski, windując go od 5,32 m w roku 1973 do 5,78 m w roku 1980. Był też 10-krotnym mistrzem kraju.
W 1985 wyjechał na stałe do Niemiec. Po otrzymaniu obywatelstwa niemieckiego kilkakrotnie wystąpił w turniejach lekkoatletycznych w barwach tego kraju. W 1986 dwukrotnie poprawiał rekord RFN doprowadzając go do poziomu 5,70 m. Wiele lat mieszkał w Elze pod Hanowerem. Odznaczony m.in. złotym i srebrnym Medalem za Wybitne Osiągnięcia Sportowe oraz Krzyżem Kawalerskim Orderu Odrodzenia Polski (1980). Bohater książki Gest Kozakiewicza Ireneusza Pawlika (1994). Był zawodnikiem Bałtyku Gdynia.

### Działalność polityczna
W latach 1998–2002 był radnym Rady Miasta Gdyni, mandat zdobył z listy Akcji Wyborczej Solidarność. Był w tym czasie z ramienia gdyńskiego samorządu przewodniczącym Komisji Sportu Związku Miast Bałtyckich. Nie ubiegał się o ponowny wybór. W 2011 bezskutecznie kandydował do Sejmu z pierwszego miejsca stołecznej listy Polskiego Stronnictwa Ludowego.
W wyborach do Parlamentu Europejskiego w 2019 bez powodzenia startował z listy Koalicji Europejskiej w okręgu dolnośląsko-opolskim, jako kandydat Platformy Obywatelskiej. W wyborach parlamentarnych w tym samym roku także bezskutecznie z ramienia Koalicji Obywatelskiej kandydował do Senatu.

## Rekord życiowy
- skok o tyczce – 5,78 m (30 lipca 1980, Moskwa) – 8. wynik w historii polskiej lekkoatletyki[11]

## Życie prywatne
Posiada obywatelstwo Polski oraz Niemiec, w których mieszka po przejściu na emeryturę. Utrzymuje kontakty z rodzinnymi Solecznikami Małymi na terenie dzisiejszej Litwy, pierwszy raz od momentu repatriacji odwiedzając je w 1969 roku, a kolejny raz zjawiając się tam w 2019 roku. Sam siebie określa mianem Wilniuka, a podczas wizyty w rodzinnym mieście wyraził chęć zbudowania tam domu.